# Nakasendō
Der Nakasendō (japanisch 中山道・中仙道) war eine der zwei Straßen der Edo-Zeit, die die Hauptstadt Edo (heute Tokio) mit der alten Hauptstadt Kyōto in Japan verbanden.  Im Gegensatz zum küstennahen Tōkaidō führte der Nakasendō durch das Inland, daher sein Name „Straße durch die zentralen Gebirge“. Zum Teil wird auch die Bezeichnung Kisokaidō bzw. Kiso Kaidō (木曾街道) verwendet, was sich auf den Verlauf der Straße durch das Kiso-Tal bezieht.

## Schaffung des Straßensystems der Edo-Zeit

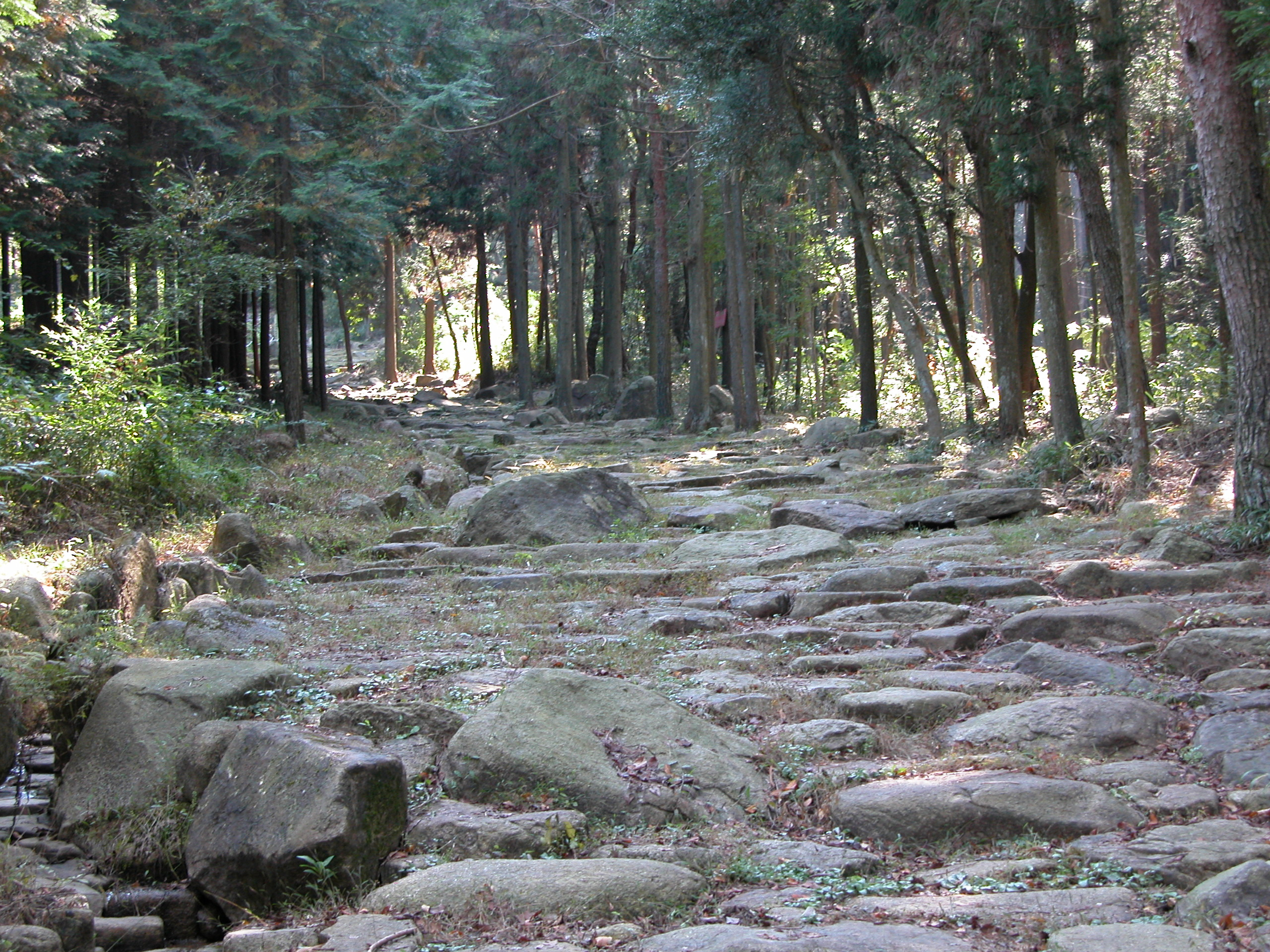
Original ishidatami (Steinpflaster) auf dem Nakasendo.

Nach der Schlacht von Sekigahara folgten  zweieinhalb Jahrhunderte nahezu ungebrochenen Friedens, die als Edo-Zeit bekannt wurde. Unter den vielen politischen, gesetzgeberischen, kulturellen und intellektuellen Veränderungen in den frühen Jahren der Edo-Periode war eine der wichtigsten die Erneuerung des alten japanischen Fernstraßennetzes. Fünf Straßen wurden offiziell als Routen für den Gebrauch des Shogun und der Daimyo benannt (Gokaidō). Sie gaben dem  Tokugawa-Shogunat ein Kommunikationsnetzwerk, das es ihnen erlaubte, das Land zu stabilisieren und zu regieren. Eine dieser fünf Straßen ist der Nakasendo, der sich von Kyōto (wo der Kaiser und sein Hof – zumindest nominell – regierten) über die zentralen Gebirge der Insel Honshū bis nach Edo erstreckte, wo der Shogun die eigentliche Macht ausübte.

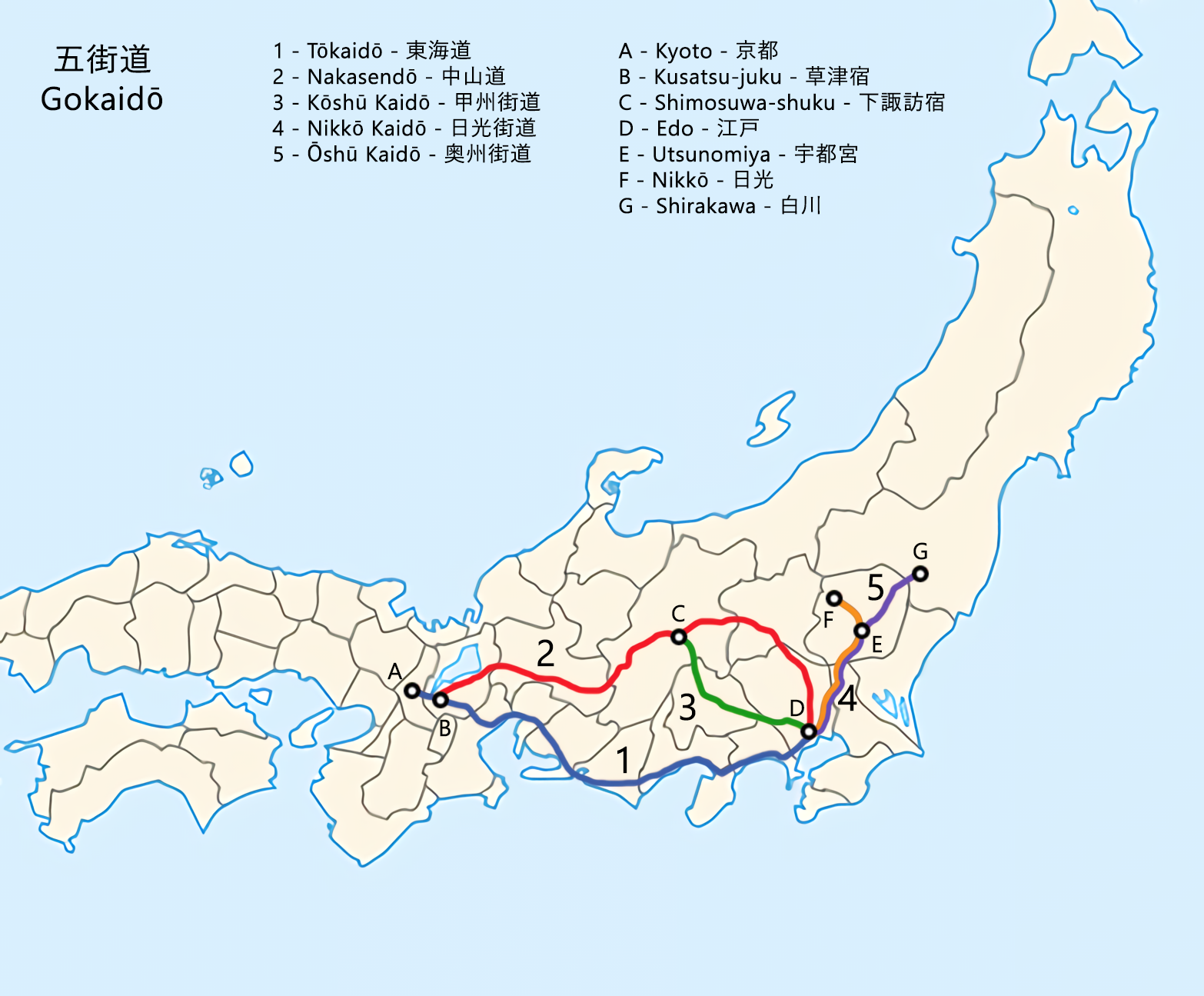
Gokaidō mit Nakasendō in rot.

Auf der Strecke befanden sich einst 67 Stationen mit Unterkunftsmöglichkeiten für die Reisenden. an den Stationen wurde auch Handel getrieben, und viele entwickelten sich zu Dörfern oder Städten.

## Der Nakasendō heute

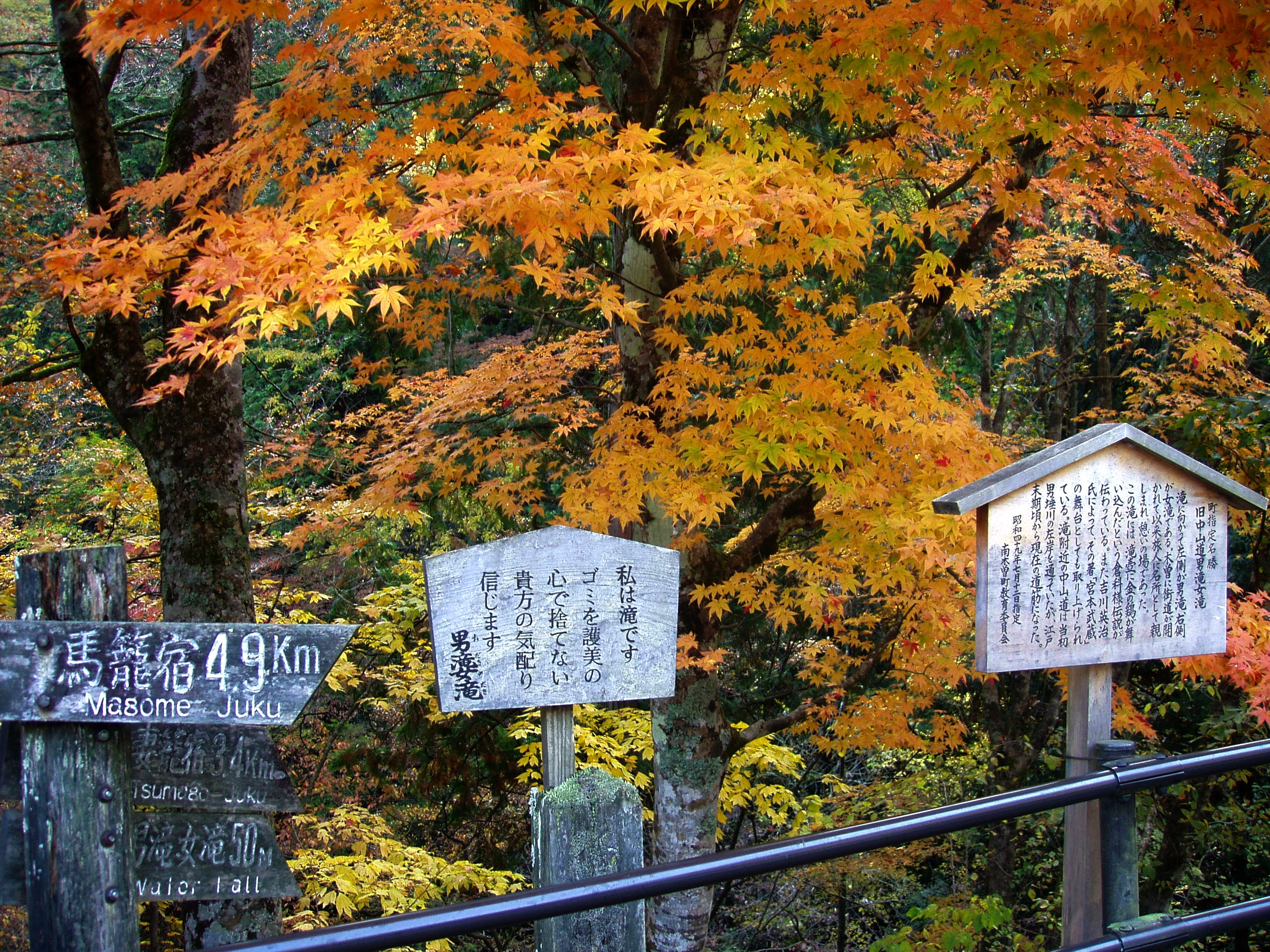
Nakasendo zwischen Tsumago und Magome.

Obwohl ein großer Teil des Nakasendō nicht mehr in seiner historischen Form existiert, verblieben einige Teilstücke, die in den letzten Jahrzehnten restauriert wurden. Die vielleicht bekannteste Strecke liegt zwischen Magome und Tsumago im Kiso-Tal. Diese wurde von dem im 19. Jahrhundert lebenden Schriftsteller Shimazaki Tōson berühmt gemacht, der die Auswirkungen der Meiji-Restauration auf das Tal in seiner Erzählung  Yoake Mae („Vor der Dämmerung“) beschrieb.
Diesen Teil der Straße kann man noch immer komfortabel zu Fuß bereisen. Sowohl Tsumago als auch Magome haben ihre traditionelle Architektur bewahrt. Man benötigt 2–3 Stunden zu Fuß, durch Wälder, an einigen Orten restaurierter Pflasterung und schönen Blicken auf Wasserfälle vorbei.
Der Dichter Bashō bereiste den Nakasendō ebenfalls.

### Die 69 klassischen Stationen des Nakasendō
Entlang des Nakasendō wurden zwischen den Brücken Nihonbashi in Edo und Sanjō-Ōhashi in Kyōto insgesamt 69 Stationen erbaut. Es entstanden Gasthäuser, Post- und Zollstationen. Die einzelnen Stationen sind:
(Nihonbashi) – Itabashi – Warabi – Urawa (heute: Urawa-ku, Saitama) – Ōmiya (heute: Ōmiya, Saitama) – Ageo – Okegawa – Kōnosu – Kumagaya – Fukaya – Honjō – Shinmachi (heute: Takasaki) – Kuragano (heute: Takasaki) – Takasaki – Itabana (heute: Annaka) – Annaka – Matsuida (heute: Annaka) – Sakamoto (heute: Annaka) – Karuizawa – Kutsukake (heute: Karuizawa) – Oiwake (heute: Karuizawa) – Otai – Iwamurada (heute: Saku) – Shionada (heute: Saku) – Yawata (heute: Saku) – Mochizuki (heute: Saku) – Ashida – Nagakubo – Wada (heute: Nagawa) – Shimosuwa – Shiojiri – Seba (heute: Shiojiri) – Motoyama (heute: Shiojiri) – Niekawa (heute: Shiojiri) – Narai (heute: Shiojiri) – Yabuhara – Miyanokoshi – Fukushima – Agematsu – Suhara – Nojiri – Midono – Tsumago – Magome (heute: Nakatsugawa) – Ochiai (heute: Nakatsugawa) – Nakatsugawa – Ōi (heute: Ena) – Ōkute (heute: Mizunami) – Hosokute (heute: Mizunami) – Mitake – Fushimi – Ōta (heute: Minokamo) – Unuma (heute: Kakamigahara) – Kanō (heute: Gifu) – Gōdo (heute: Gifu) – Mieji (heute: Mizuho) – Akasaka (heute: Ogaki) – Tarui – Sekigahara – Imasu – Kashiwabara (heute: Maibara) – Samegai (heute: Maibara) – Banba (heute: Maibara) – Toriimoto (heute: Hikone) – Takamiya – Aichigawa – Musa (heute: Ōmihachiman) – Moriyama – Kusatsu – Ōtsu – (Sanjō-Ōhashi)